# Смит, Мэтью
Сэр Мэтью Смит (англ. Sir Matthew Smith, род. 1879 г. Галифакс, Англия — ум. 1959 г.) — английский художник — постимпрессионист.
М. Смит родился в зажиточной семье; отец будущего художника был преуспевающий бизнесмен и музыкант-любитель. М.Смит изучал живопись в манчестерской Школе искусств (1900—1904) и в Школе искусств Слейд (1905—1907). С 1910 года продолжает обучение во Франции, при художественной мастерской Анри Матисса, и подпадает под творческое влияние фовизма. К этому периоду относится серия работ М.Смита под общим названием Коруэльские пейзажи (например, картина Фицрой-стрит № 1 (1916)).
В 1944 году в издательстве Penguin, в серии Современные художники (Penguin Modern Painters) выходит написанная Филипом Хенди биография М.Смита, украшенная 16 черно-белыми и 16 цветными иллюстрациями полотен художника.